# Juan de los Santos
Juan de los Santos (ca. 1590 - ca. 1660) was een Filipijns beeldhouwer en houtsnijder.

## Biografie
Juan de los Santos werd geboren rond 1590 en is daarmee de enige nog bij naam bekende Filipijnse beeldhouwer uit de 16e eeuw. Hij was 40 jaar actief als koster, beeldhouwer en zilversmid voor de katholieke kerk in zijn woonplaats San Pablo in de Filipijnse provincie Laguna en de San Agustin Church in Intramuros in de Filipijnse hoofdstad Manilla.
Veel van zijn werk is verloren gegaan. Belangrijke werken van zijn hand zijn het altaar en de zilveren ornamenten van dat altaar, de tabernakel en het ivoren kruis in de San Agustin Church. In het San Agustin Convent Museum zijn ook nog een houten altaarstuk uit 1617 en enkele ivoren beelden van zijn hand te vinden.

## Bron
- Carlos Quirino (1995) Who's who in Philippine history, Tahanan Books, Manilla